# Бурегџијада
Бурегџијада, званично Дани бурека, је такмичење нишких пекара у припремању бурека пред публиком.  Бурегџијада се организује сваког августа у Нишу, Србија. Манифестација је основана 2003, и организује је Унија пекара Ниша. 2016. године по први пут је одложена, а затим и отказана. Отказана је и у 2017. години.